# Силы обороны Руанды
Силы обороны Руанды (руанда Ingabo z'igihugu, фр. Forces Rwandaises de Défense, англ. Rwanda Defense Force) — военная организация Республики Руанда, предназначенная для защиты свободы, независимости и территориальной целостности государства. Состоят из сухопутных войск и воздушных сил.

## История
Личный состав вооружённых сил Руанды принимает участие в миротворческих операциях ООН (потери во всех миротворческих операциях с участием страны составили 55 человек погибшими).

## Общие сведения
| Силы обороны Руанды                                             | Силы обороны Руанды |
| --------------------------------------------------------------- | --- |
| Виды вооружённых сил:                                           | Сухопутные войска (фр. l'Arme de Terre); Военно-воздушные силы (фр. Force Aerienne, ).(по данным на 2011 год)                                      |
| Призывной возраст и порядок комплектования:                     | Вооружённые силы Руанды комплектуются исключительно на добровольной основе, гражданами Руанды, достигшими возраста 18 лет. (по данным на 2011 год) |
| Человеческие ресурсы, доступные для воинской службы:            | мужчины в возрасте 16-49: 2,625,917 женщины в возрасте 16-49: 2,608,110 (2010 оценочно)                                                            |
| Человеческие ресурсы, пригодные для воинской службы:            | мужчины в возрасте 16-49: 1,685,066 женщины в возрасте 16-49: 1,749,580 (2010 оценочно)                                                            |
| Человеческие ресурсы, ежегодно достигающие призывного возраста: | мужчины: 110,736 женщины: 110,328 (2010 оценочно)                                                                                                  |
| Военные расходы — процент от ВВП:                               | 2.9 % (по данным на 2006 год), 48 место в мире |

## Вооруженные силы

### Сухопутные войска
Некоторые источники доказывают, что США оказывали помощь Руанде перед Первой конголезской войной. Официально признанной частью подготовки была совместная комбинированная учебная программа. Прюнье утверждает, что Соединенные Штаты поставляли Руанде средства связи, транспортные средства, обмундирование и медикаменты до начала войны, а после начала войны, поставляли подержанное оружие Варшавского договора и боеприпасы.
С июля 1994 г. по декабрь 1997 г. в составе Руанды было шесть бригад, обозначенных в Арушских соглашениях: 402-я в префектурах Кигали и Кигали-Рюраль; 201-я в префектурах Кибунго, Уматура и Бьюмба; 301-я в префектурах Бутаре, Гиконгоро и Сиангугу; 305-я в префектурах Гитатама и Кибуе; и 211-я в префектурах Гисеньи и Рухенгери. Границы бригад совпадали с политическими административными границами, что часто усложняло военные операции.
В июле 2009 года Jane’s World Armies сообщила, что Силы обороны Руанды развёрнуты для защиты границ страны и отражения внешней агрессии. Они состоят из 5 дивизий, в каждой из которых по три бригады:
- 1-я дивизия, расположенная в Кигали, охватывает центральный и восточный регионы;
- 2-я дивизия, расположенная в Бьюмбе, охватывает северную и восточную части региона;
- 3-я дивизия, расположенная в Гисеньи, охватывает северо-западный регион; и
- 4-я (механизированная) дивизия, базирующаяся в Бутаре, контролирует юго-западный регион.
- Артиллерийская дивизия[5]

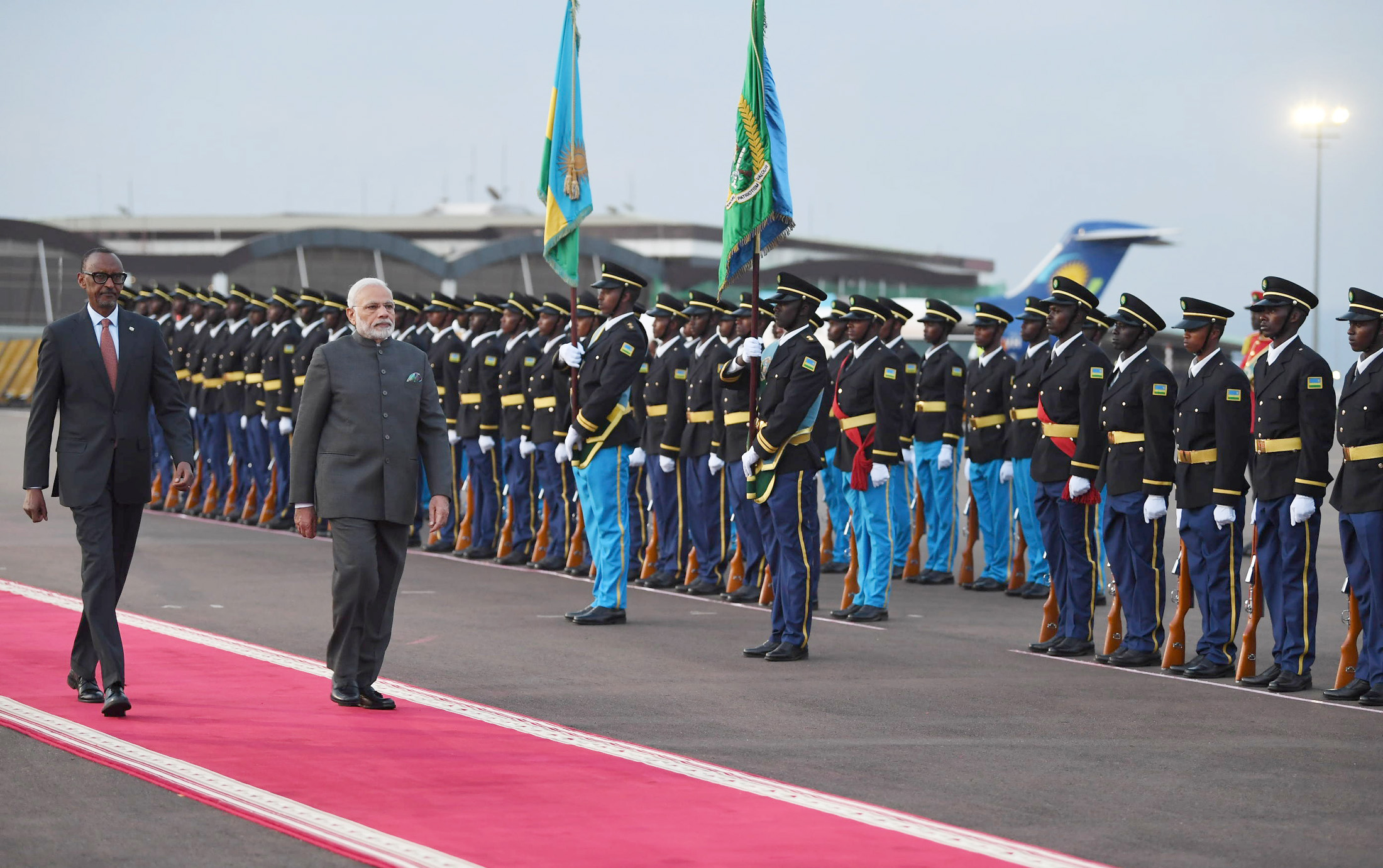
Почётный караул

Сообщалось, что в составе СО Руанды находились:
- Бригада республиканской гвардии, Кигали
- Бригада специального назначения
- Инженерная бригада
- 201-я бригада, Кибунго
- 204-я бригада, район Гасабо, Кигали
- 211-я бригада, Гисеньи
- 301-я бригада, Бутаре
- 305-я бригада, Гитатама
- 307-я бригада
- 402-я бригада, Кигали
- 408-я бригада, район Русизи
- 411-я бригада
- 501-я бригада
- 503-я бригада
- 511-я бригада, округ Гикумбе

#### Техника
| Название     | Страна производитель | Количество | Тип        |
| ------------ | -------------------- | ---------- | ---------- |
| Т-55         | СССР                 | 34         | Танк       |
| БМП-1        | СССР                 |            | БМП        |
| Ратель       | ЮАР                  | 35         | БМП        |
| RG-31        | ЮАР                  | 36         | БМП        |
| БТР-60       | СССР                 |            | БТР        |
| Panhard M3   | Франция              | 16         | БТР        |
| Тип 92       | Китай                | 20         | БТР        |
| Кобра        | Турция               | 49         | БА         |
| Панар        | Франция              | 12         | БА         |
| VBL          | Франция              | 16         | БА         |
| RM-70        | Чехословакия         | 5          | РСЗО       |
| LAR-160      | Израиль              | 5          | РСЗО       |
| Гаубица Д-30 | СССР                 | 6          | Артиллерия |
| Гаубица M101 | США                  |            | Артиллерия |

### Военно-воздушные силы
Силы воздушной обороны выполняют задачи по обеспечению защиты воздушного пространства Руанды, противовоздушной обороне государственных, административных и военных объектов, авиационной поддержке других видов и родов ВС Руанды.

#### Состав ВВС

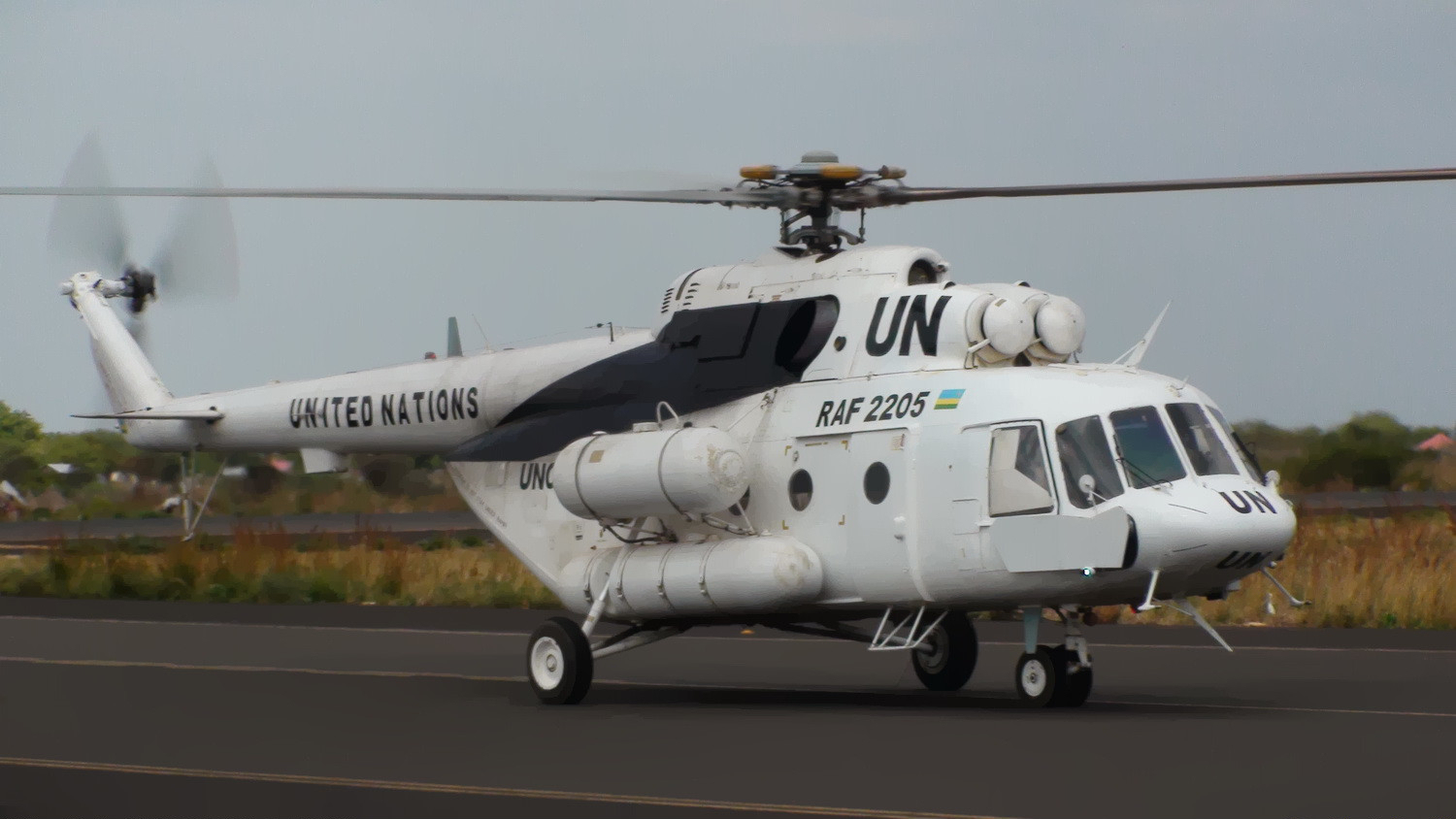
Ми-17 Руанды

| Название               | Страна производитель | Количество | Тип         |
| ---------------------- | -------------------- | ---------- | ----------- |
| Cessna 208 Caravan     | США                  | 2          | Самолет     |
| Diamond DA42 Twin Star | Австрия              | 2          | Самолет     |
| Ми-17                  | Россия               | 11         | Вертолет    |
| Ми-24                  | Россия               | 5          | Вертолет    |
| Aérospatiale Gazelle   | Франция              | 3          | Вертолет    |
| Bayraktar TB2          | Турция               |            | Беспилотник |